# La Possession de l'enfant
La Possession de l'enfant és una pel·lícula muda francesa de drama històric escrita i dirigida per Louis Feuillade i estrenada el 26 de juliol de 1909.

## Sinopsi
Un pare benestant li pren la custòdia del fill a la seva mare, que viu a la misèria, mentre el nen creix avorrit a casa el pare. Després d'una visita de l'àvia, el nen torna amb la mare, que lluitarà per treure'l endavant.

## Repartiment
- Renée Carl : la mare
- Christiane Mandelys
- Maurice Vinot